# Beşikdüzü
Beşikdüzü este un oraș din Turcia. Are o populație (împreună cu suburbiile) de 29.000 de locuitori.
Aproximativ 77% din populația Beşikdüzü locuiește în centre urbane.

## Împărțirea administrativă
Ağaçlı(Kancuma), Akkese, Aksaklı, Anbarlı, Ardıçatak, Bayırköy, Bozlu, Çakırlı, Çıtlaklı, Dağlıca(Meopliya), Denizli, Dolanlı, Duygulu, Gürgenli(Kadahor), Hünerli(Kefli), Kalegüney, Korkuthan, Kutluca(Huplu), Resullü, Sayvancık(İstil), Seyitahmet, Şahmelik, Takazlı, Yenicami, Zemberek
- Akkese